# Harold Innis
Harold Adams Innis (ur. 5 listopada 1894 roku – zm. 8 listopada 1952 roku w Toronto) – kanadyjski profesor ekonomii politycznej na Uniwersytecie Toronto i filozof. Sformułował kilka praw w ekonomii. Jego najważniejsze książki to: The Fur Trade in Canada, Empire and Communications i The Bias of Communication.